# 張軌
張軌（255年—314年6月22日），字士彥，安定郡烏氏縣（今宁夏固原市东南彭阳县）人。西漢常山王張耳的十七世孫。西晋時任涼州刺史，是前涼政權奠定者，張寔、張茂皆為其子。314年去世，諡武公。至其曾孫張祚時，追諡為武王，廟號太祖。

## 生平

### 早年事跡
張軌其家世孝廉，以儒學著稱。張軌年少時已聰明好學，甚有名望，曾隱居於宜陽郡的女山上。西晉建立後入朝任官，因與中書監張華議論經籍意義和政事而深得對方的器重。張軌歷任太子舍人、尚書郎、太子洗馬、太子中庶子、散騎常侍，征西將軍司馬。

### 經營涼州
晉惠帝元康元年（291年），「八王之亂」開始，天下大亂，張軌於是想佔據河西之地（今甘肅西部、新疆東部一帶），於是就要求調任涼州。在朝中官員的支持之下，張軌於永寧元年（301年）被任命為護羌校尉、涼州刺史。張軌到任後，使立刻領兵擊敗當時在涼州叛亂的鮮卑族，又消滅橫行當地的盜賊，斬首萬多人，從此威震西土，亦安定了涼州。張軌任用有才幹的涼州大姓如宋配、陰充、氾瑗和陰澹為股肱謀主，共同治理涼州。他又勸農桑，立學校，又設與州別駕同等的崇文祭酒、春秋行鄉射之禮，在涼州大行教化。
永興二年（305年），鮮卑若羅拔能侵襲涼州，張軌派司馬宋配討伐，最終斬殺若羅拔能，並俘據十多萬人，因而聲名大振。晉惠帝亦因此加張軌安西將軍，封安樂鄉侯，邑千戶。同時又大修涼州治所姑臧（今甘肅武威市）。此時，東羌校尉韓稚殺害秦州刺史張輔，張軌少府司馬楊胤主張討伐韓稚，亦勸張軌效法齊桓公主持地方，對韓稚擅殺刺史的行為予以嚴懲。張軌於是命中督護領二萬兵討伐，並先寫信給韓稚勸降。韓稚拉到書信後就向張軌投降。張軌報告南陽王司馬模後，司馬模十分高興，並將皇帝賜的劍送給張軌，並將隴西地區交給張軌管理。

### 盡忠晉室
張軌始終對西晉表示忠誠，以維繫民心。如太安三年（304年）河間王司馬顒和成都王司馬穎到洛陽討伐掌權的司馬乂，張軌亦曾派三千兵支援朝廷。永嘉二年（308年），劉淵部將王彌進攻洛陽，張軌派北宮純、張纂、馬魴和陰濬等領兵入衛洛陽，北宮純及後派百多名勇士突擊王彌軍，協助朝廷擊退王彌。不久北宮純在河東擊敗劉淵兒子劉聰，晉懷帝於是詔封張軌為西平郡公，但張轨辭讓。西晉自八王之亂起，天下大亂，各州都不再向西晉朝廷賦貢，亦惟有張軌貢獻不絕。

### 險失涼州
永嘉二年（308年），張軌因患風搐而不能說話，命兒子張茂代管涼州。張越是涼州大族，聽說有預言說張氏會興盛涼州，自以為自己就是預言中的張氏，於是不惜放下梁州刺史的職務告病回涼州，更與兄長酒泉太守張鎮等人合謀要除去張軌。張越兄弟意圖以秦州刺史賈龕取代張軌，於是派密使到洛陽請尚書侍郎曹祛任西平太守，作為援助。張軌別駕麴晁亦意圖借機弄權，派使者到長安告訴司馬模，說張軌已病得不再能繼續行使刺史職權，要求以賈龕代替張軌。賈龕原打算應命，但被兄長勸止。
張鎮和曹祛知道賈龕拒絕應命後，再上表請求新派刺史，但未上呈就已率先以軍司杜耽代領州事，讓杜耽支持並表張越為新任刺史。張軌見此，打算退避，想要回到曾經隱居的宜陽，但長史王融和參軍孟暢接到張鎮等人以杜耽代理涼州的檄命後並不服氣，決意支持張軌，於是領兵戒嚴，又命剛從洛陽回來的張軌長子張寔為中督護，領兵討伐張鎮。同時又派張鎮甥子令狐亞遊說張鎮。最終張鎮聽從，哭著說受了誤導，將事情都推給功曹魯連，更將魯連殺死向張寔請罪。張寔及後攻打曹祛，曹祛逃走。在王融舉兵同時，武威太守張琠亦派兒子張坦到洛陽上表支持張軌；而治中楊澹亦到長安向司馬模控訴張軌被誣，令司馬模上表停止選調新任刺史。張坦到洛陽後，晉懷帝慰勞張軌，又下令誅殺曹祛。張軌知道後十分高興，又命張寔領兵三萬討伐曹祛，最終將曹祛擊敗並殺死。
張軌及後命治中張閬送五千義兵和大量物資到洛陽。永嘉五年（311年）光祿大夫傅祗和太常摯虞及後寫信給張軌說洛陽物資缺乏，張軌又立刻派參軍杜勵進獻五百匹馬和氈布三萬匹。晉懷帝於是進拜張軌為鎮西將軍、都督隴右諸軍事，封霸城侯，並進車騎將軍、開府儀同三司。但使者還未到，王彌就再次進逼洛陽，張軌派將軍張斐、北宮純和郭敷等率五千名精銳騎兵保衛洛陽，但洛陽最終都被漢國大將劉曜攻克。

### 奠基前涼
永嘉之亂後，洛陽和長安兩大重鎮都先後被漢國軍隊攻陷，中原和關中地區的很多百姓流入涼州避難，張軌在姑臧西北置武興郡；又分西平郡（今青海西寧市）界置晉興郡以收容流民。同時，張軌亦繼續支持西晉，晉懷帝被擄到平陽後，張軌曾打算傾一州之力進攻平陽。不久秦王司馬鄴入關，張軌又派兵支持。次年司馬鄴被擁立為皇太子，張軌獲拜驃騎大將軍、儀同三司，張軌辭讓。同時張軌又協助消滅在附近地區叛亂的勢力，如秦州刺史裴苞、西平郡的麴恪、鞠儒等。司馬鄴及後再度任命，但張軌亦再次辭讓。
永嘉七年（313年），晉懷帝被殺，司馬鄴繼位為晉愍帝，並升張軌為司空，張軌再辭讓。同時又聽從索輔的建議，復鑄五銖錢，恢復境內的錢幣流通，大大便利了當地人的生活，不必再以布匹作貨幣。同時，劉曜進逼長安，張軌又派參軍麴陶領三千兵入衛長安。
建興二年（314年），晉愍帝任命張軌為侍中、太尉、涼州牧，封西平公，但張軌仍然辭讓。五月己丑日，張軌病死，享年六十歲，諡曰武公。張軌的親信部下及後擁立張軌長子張寔繼任涼州刺史之職。

## 陵墓
张轨墓在今凉州区境内，史称“建陵”，前凉国主的陵墓位置，学术界有三种推测：陵墓上方筑台，在雷台之下；或依照汉制，重臣死后多陪葬君主墓旁，根据已出土的“梁舒墓”的方位，可能在今武威城西北太平滩一带；或因山为陵，可能在武威城南祁连山山坡地带，学术界倾向于雷台为前凉王陵。

## 家族

### 祖父
- 張烈，曹魏外黃令。

### 父母
- 張溫，張軌父，曹魏太官令。
- 陇西辛氏

### 兄弟
- 張肅，晉建威將軍、西海太守。316年，劉曜進攻長安時要求領兵抵抗，但遭侄兒張寔以年老為由拒絕，最後長安失守，愍帝出降被俘，張肅悲憤而死。

### 子女
- 張寔，前涼明王。張軌長子，嗣子，繼父親任涼州牧。後被閻沙所弒。
- 張茂，前涼成王。張寔弟弟，張寔死時兒子張駿年紀尚幼，由張茂接管前涼，任涼州牧。
- 張素，临羌都尉，平西将军，西海、晋昌、金城、武威四郡太守（张猛龙七世祖，见《张猛龙碑》）。
- 张氏，嫁西晋太常丞唐熙

## 延伸阅读
[在维基数据编辑]
 《晉書·卷086》，出自房玄齡《晉書》